# グルコース依存性インスリン分泌刺激ポリペプチド
グルコース依存性インスリン分泌促進ポリペプチド（グルコースいぞんせいインスリンぶんぴそくしんポリペプチド、Glucose-dependent insulinotropic polypeptide；GIP）または胃抑制ポリペプチド（いよくせいポリペプチド、Gastric Inhibitory Polypeptide）は、セクレチン系の抑制ホルモンである。胃酸分泌も弱く抑制するが、主要な作用はインスリンの分泌を促進することである。
グルカゴン様ペプチド-1（GLP-1）と共にインクレチンと呼ばれるホルモン群に属する。

## 合成と輸送
GIP 遺伝子にコードされる153アミノ酸のプロタンパク質に由来し、42アミノ酸の生理活性を有するペプチドとして血中を循環する。十二指腸と空腸の粘膜に存在するK細胞で合成される。
GIP受容体は膵臓のβ細胞に存在する7回膜貫通型受容体である。

## 機能
従来、胃酸の分泌抑制によって小腸を酸から守り、消化管運動の抑制によって食物が胃を通過する速度を抑える作用を持つことが知られ、胃腸抑制ペプチドまたは胃抑制ペプチドと名付けられていた。しかし、体内で自然に分泌されるGIP量ではこれらの作用は得られないこと、体内でこの役割を担当するのは同様のホルモンであるセクレチンであることが判明している。
現在では、十二指腸内のブドウ糖の高浸透圧化によって刺激されるインスリン分泌を誘導することが主な役割だと考えられており、グルコース依存性インスリン分泌促進ペプチド（頭文字は同じく“GIP”となる）という新しい名称が好まれている。インスリンの分泌量は、ブドウ糖を静脈内投与した場合よりも経口投与した場合の方が多くなる。
この役割に加え、膵臓のβ細胞のアポトーシスを抑制して増殖を促進する事が知られている。また、グルカゴンの分泌や脂肪の蓄積を促進する。GIP受容体は中枢神経系を含む多くの臓器・組織に発現しており、海馬での記憶形成や食欲・満腹感の調節に影響を与えることも知られている。
骨再形成過程において何らかの役割を果たす事も分かっている。マウスのGIP受容体欠損は、アディポカインネットワークの変化を通じた骨の微細構造の大きな変化や、骨質の劇的な低下に続く骨折リスクの上昇を引き起こす。

## 病理
2型糖尿病患者は非糖尿病患者に比べ、食後のGIP分泌量が少ないこと、GIPへの応答が弱いことが判明している。また、ノックアウトマウスを用いた研究では、GIP受容体の欠損が肥満に対する抵抗性と関係する事が明らかになった。